# Primetime Emmy Award per la miglior serie drammatica
Il Primetime Emmy Award per la miglior serie drammatica (Primetime Emmy Award for Outstanding Drama Series) è un premio annuale consegnato nell'ambito del Primetime Emmy Awards assegnato alla migliore serie tv drammatica dell'anno.
Dal 1960 al 1964, questa categoria fu combinata con la categoria Comedy Specials (programmi una tantum) in modo che entrambi i tipi di programmi gareggiassero per lo stesso premio.
Il premio va ai produttori della serie.

## Vincitori e candidati

### Anni 1950
- 1952 - Studio One
- 1953 - Robert Montgomery Presents
- 1954 - The United States Steel Hour e Dragnet
- 1955 - The United States Steel Hour, Dragnet e Stories of the Century
- 1956 - Producers' Showcase
- 1957 - Playhouse 90
- 1958 - Gunsmoke e Playhouse 90
- 1959 - Alcoa Theatre, Goodyear Television Playhouse, Maverick, Playhouse 90

### Anni 1960
- 1960 - Playhouse 90
- 1961 - Hallmark Hall of Fame per l'episodio Macbeth
- 1962 - La parola alla difesa (The Defenders)
- 1963 - La parola alla difesa (The Defenders)
- 1964 - La parola alla difesa (The Defenders)
- 1966 - Il fuggiasco (The Fugitive)
- 1967 - Missione Impossibile (Mission: Impossible)
- 1968 - Missione Impossibile (Mission: Impossible)
- 1969 - NET Playhouse

### Anni 1970
- 1970
  - Marcus Welby (Marcus Welby, M.D.)
  - Ironside
  - Mod Squad, i ragazzi di Greer (The Mod Squad)
  - The Name of the Game
  - NET Playhouse
  - La saga dei Forsyte (The Forsyte Saga)
- 1971
  - The Bold Ones: The Senator
  - The First Churchills
  - Ironside
  - Marcus Welby (Marcus Welby, M.D.)
  - NET Playhouse
- 1972
  - Elisabetta Regina (Elizabeth R)
  - Colombo (Columbo)
  - Mannix
  - Marcus Welby (Marcus Welby, M.D.)
  - Le sei mogli di Enrico VIII
- 1973
  - Una famiglia americana (The Waltons)
  - Cannon
  - Colombo (Columbo)
  - Hawaii Squadra Cinque Zero (Hawaii Five-0)
  - Kung Fu
  - Mannix
- 1974
  - Su e giù per le scale (Upstairs, Downstairs)
  - Una famiglia americana (The Waltons)
  - Kojak
  - Le strade di San Francisco (The Streets of San Francisco)
  - Sulle strade della California (Police Story)
- 1975
  - Su e giù per le scale (Upstairs, Downstairs)
  - Una famiglia americana (The Waltons)
  - Kojak
  - Le strade di San Francisco (The Streets of San Francisco)
  - Sulle strade della California (Police Story)
- 1976
  - Sulle strade della California (Police Story)
  - Baretta
  - Colombo (Colombo)
  - Le strade di San Francisco (The Streets of San Francisco)
- 1977
  - Su e giù per le scale (Upstairs, Downstairs)
  - Baretta
  - Colombo (Columbo)
  - In casa Lawrence (Family)
  - Sulle strade della California (Police Story)
- 1978
  - Agenzia Rockford (The Rockford Files)
  - Colombo (Columbo)
  - In casa Lawrence (Family)
  - Lou Grant
  - Quincy (Quincy M.E.)
- 1979
  - Lou Grant
  - Agenzia Rockford (The Rockford Files)
  - The Paper Chase

### Anni 1980
- 1980
  - Lou Grant
  - Agenzia Rockford (The Rockford Files)
  - Dallas
  - In casa Lawrence (Family)
  - Time Out (The White Shadow)
- 1981
  - Hill Street giorno e notte (Hill Street Blues)
  - Dallas
  - Lou Grant
  - Quincy (Quincy M.E.)
  - Time Out (The White Shadow)
- 1982
  - Hill Street giorno e notte (Hill Street Blues)
  - Dynasty
  - Lou Grant
  - Magnum, P.I.
  - Saranno famosi (Fame)
- 1983
  - Hill Street giorno e notte (Hill Street Blues)
  - A cuore aperto (St. Elsewhere)
  - Magnum, P.I.
  - New York New York (Cagney & Lacey)
  - Saranno famosi (Fame)
- 1984
  - Hill Street giorno e notte (Hill Street Blues)
  - A cuore aperto (St. Elsewhere)
  - Magnum, P.I.
  - New York New York (Cagney & Lacey)
  - Saranno famosi (Fame)
- 1985
  - New York New York (Cagney & Lacey)
  - A cuore aperto (St. Elsewhere)
  - Hill Street giorno e notte (Hill Street Blues)
  - Miami Vice
  - La signora in giallo (Murder, She Wrote)
- 1986
  - New York New York (Cagney & Lacey)
  - A cuore aperto (St. Elsewhere)
  - Hill Street giorno e notte (Hill Street Blues)
  - Moonlighting
  - La signora in giallo (Murder, She Wrote)
- 1987
  - L.A. Law - Avvocati a Los Angeles (L.A. Law)
  - A cuore aperto (St. Elsewhere)
  - Moonlighting
  - New York New York (Cagney & Lacey)
  - La signora in giallo (Murder, She Wrote)
- 1988
  - In famiglia e con gli amici (Thirtysomething)
  - L.A. Law - Avvocati a Los Angeles (L.A. Law)
  - A cuore aperto (St. Elsewhere)
  - La bella e la bestia (Beauty and the Beast)
- 1989
  - L.A. Law - Avvocati a Los Angeles (L.A. Law)
  - La bella e la bestia (Beauty and the Beast)
  - China Beach
  - In famiglia e con gli amici (Thirtysomething)
  - Oltre la legge - L'informatore (Wiseguy)

### Anni 1990
- 1990
  - L.A. Law - Avvocati a Los Angeles (L.A. Law)
  - China Beach
  - In viaggio nel tempo (Quantum Leap)
  - In famiglia e con gli amici (Thrirysomething)
  - I segreti di Twin Peaks (Twin Peaks)
- 1991
  - L.A. Law - Avvocati a Los Angeles (L.A. Law)
  - China Beach
  - Un medico tra gli orsi (Northern Exposure)
  - In viaggio nel tempo (Quantum Leap)
  - In famiglia e con gli amici (thirtysomething)
- 1992
  - Un medico tra gli orsi (Northern Exposure)
  - Io volerò via (I'll Fly Away)
  - Law & Order
  - L.A. Law - Avvocati a Los Angeles (L.A. Law)
  - In viaggio nel tempo (Quantum Leap)
- 1993
  - La famiglia Brock (Picket Fences)
  - Homefront
  - Io volerò via (I'll Fly Away)
  - Law & Order
  - Un medico tra gli orsi (Northern Exposure)
- 1994
  - La famiglia Brock (Picket Fences)
  - Law & Order
  - Un medico tra gli orsi (Northern Exposure)
  - NYPD - New York Police Department (NYPD Blue)
  - Star Trek: The Next Generation
- 1995
  - NYPD - New York Police Department (NYPD Blue)
  - Chicago Hope
  - E.R. - Medici in prima linea (ER)
  - Law & Order
  - X-Files
- 1996
  - E.R. - Medici in prima linea (ER)
  - Chicago Hope
  - Law & Order - I due volti della giustizia (Law & Order)
  - New York Police Department
  - X-Files
- 1997
  - Law & Order - I due volti della giustizia (Law & Order)
  - Chicago Hope
  - E.R. - Medici in prima linea (ER)
  - NYPD - New York Police Department (NYPD Blue)
  - X-Files
- 1998
  - The Practice - Professione avvocati (The Practice)
  - E.R. - Medici in prima linea (ER)
  - Law & Order - I due volti della giustizia (Law & Order)
  - NYPD - New York Police Department (NYPD Blue)
  - X-Files
- 1999
  - The Practice - Professione avvocati (The Practice)
  - E.R. - Medici in prima linea (ER)
  - Law & Order - I due volti della giustizia (Law & Order)
  - NYPD - New York Police Department (NYPD Blue)
  - I Soprano (The Sopranos)

### Anni 2000
- 2000
  - West Wing - Tutti gli uomini del Presidente (The West Wing)
  - E.R. - Medici in prima linea (ER)
  - Law & Order - I due volti della giustizia (Law & Order)
  - The Practice - Professione avvocati (The Practice)
  - I Soprano (The Sopranos)
- 2001
  - West Wing - Tutti gli uomini del Presidente (The West Wing)
  - E.R. - Medici in prima linea (ER)
  - Law & Order - I due volti della giustizia (Law & Order)
  - The Practice - Professione avvocati (The Practice)
  - I Soprano (The Sopranos)
- 2002
  - West Wing - Tutti gli uomini del Presidente (The West Wing)
  - 24
  - CSI - Scena del crimine (CSI: Crime Scene Investigation)
  - Law & Order - I due volti della giustizia (Law & Order)
  - Six Feet Under
- 2003
  - West Wing - Tutti gli uomini del Presidente (The West Wing)
  - 24
  - CSI - Scena del crimine (CSI: Crime Scene Investigation)
  - Six Feet Under
  - I Soprano (The Sopranos)
- 2004[1]
  - I Soprano (The Sopranos)
  - 24
  - CSI - Scena del crimine (CSI: Crime Scene Investigation)
  - Joan of Arcadia
  - West Wing - Tutti gli uomini del Presidente (The West Wing)
- 2005[2]
  - Lost
  - 24
  - Deadwood
  - Six Feet Under
  - West Wing - Tutti gli uomini del Presidente (The West Wing)
- 2006[3]
  - 24
  - Dr. House - Medical Division (House, M.D.)
  - Grey's Anatomy
  - I Soprano (The Sopranos)
  - West Wing - Tutti gli uomini del Presidente (The West Wing)
- 2007[4]
  - I Soprano (The Sopranos)
  - Boston Legal
  - Dr. House - Medical Division (House, M.D.)
  - Grey's Anatomy
  - Heroes
- 2008[5]
  - Mad Men
  - Boston Legal
  - Damages
  - Dexter
  - Dr. House - Medical Division (House, M.D.)
  - Lost
- 2009[6]
  - Mad Men
  - Big Love
  - Breaking Bad
  - Damages
  - Dexter
  - Dr. House - Medical Division (House, M.D.)
  - Lost

### Anni 2010
- 2010[7]
  - Mad Men
  - Breaking Bad
  - Dexter
  - The Good Wife
  - Lost
  - True Blood
- 2011[8]
  - Mad Men
  - Boardwalk Empire - L'impero del crimine (Boardwalk Empire)
  - Dexter
  - Friday Night Lights
  - Il Trono di Spade
  - The Good Wife
- 2012[9]
  - Homeland - Caccia alla spia (Homeland)
  - Boardwalk Empire - L'impero del crimine (Boardwalk Empire)
  - Breaking Bad
  - Downton Abbey
  - Mad Men
  - Il Trono di Spade (Game of Thrones)
- 2013[10][11]
  - Breaking Bad (Breaking Bad)
  - Downton Abbey
  - Homeland - Caccia alla spia (Homeland)
  - House of Cards
  - Mad Men
  - Il Trono di Spade (Game of Thrones)
- 2014[12]
  - Breaking Bad
  - Downton Abbey
  - House of Cards - Gli intrighi del potere (House of Cards)
  - Mad Men
  - Il Trono di Spade (Game of Thrones)
  - True Detective
- 2015[13]
  - Il Trono di Spade (Game of Thrones)
  - Better Call Saul
  - Downton Abbey
  - Homeland - Caccia alla spia (Homeland)
  - House of Cards - Gli intrighi del potere (House of Cards)
  - Mad Men
  - Orange Is the New Black
- 2016[14]
  - Il Trono di Spade (Game of Thrones), distribuita dalla HBO
  - The Americans, distribuita da FX
  - Better Call Saul, distribuita da AMC
  - Downton Abbey, distribuita negli USA dalla PBS
  - Homeland - Caccia alla spia (Homeland), distribuita da Showtime
  - House of Cards - Gli intrighi del potere (House of Cards), distribuita da Netflix
  - Mr. Robot, distribuita da USA Network
- 2017[15]
  - The Handmaid's Tale, distribuita da Hulu
  - Better Call Saul, distribuita da AMC
  - The Crown, distribuita da Netflix
  - House of Cards - Gli intrighi del potere (House of Cards), distribuita da Netflix
  - Stranger Things, distribuita da Netflix
  - This Is Us, distribuita da NBC
  - Westworld - Dove tutto è concesso (Westworld), distribuita da HBO
- 2018[16][17]
  - Il Trono di Spade (Game of Thrones), distribuita da HBO
  - The Americans, distribuita da FX
  - The Crown, distribuita da Netflix
  - The Handmaid's Tale, distribuita da Hulu
  - Stranger Things, distribuita da Netflix
  - This Is Us, distribuita da NBC
  - Westworld - Dove tutto è concesso (Westworld), distribuita da HBO
- 2019[18][19]
  - Il Trono di Spade (Game of Thrones), distribuita da HBO
  - Better Call Saul, distribuita da AMC
  - Bodyguard, distribuita da Netflix
  - Killing Eve, distribuita da BBC America
  - Ozark, distribuita da Netflix
  - Pose, distribuita da FX
  - Succession, distribuita da HBO
  - This Is Us, distribuita da NBC

### Anni 2020
- 2020[20]
  - Succession, distribuita da HBO
  - Better Call Saul, distribuita da AMC
  - The Crown, distribuita da Netflix
  - The Handmaid's Tale, distribuita da Hulu
  - Killing Eve, distribuita da BBC America
  - The Mandalorian, distribuita da Disney+
  - Ozark, distribuita da Netflix
  - Stranger Things, distribuita da Netflix
- 2021[21][22]
  - The Crown, distribuita da Netflix
  - The Boys, distribuita da Prime Video
  - Bridgerton, distribuita da Netflix
  - The Handmaid's Tale, distribuita da Hulu
  - Lovecraft Country - La terra dei demoni, distribuita da HBO
  - The Mandalorian, distribuita da Disney+
  - Pose, distribuita da FX
  - This Is Us, distribuita da NBC
- 2022[23][24]
  - Succession
  - Better Call Saul, distribuita da AMC
  - Euphoria, distribuita da HBO
  - Ozark, distribuita da Netflix
  - Scissione (Severance), distribuita da Apple TV+
  - Squid Game, distribuita da Netflix
  - Stranger Things, distribuita da Netflix
  - Yellowjackets, distribuita da Showtime
- 2023
  - Succession, distribuita da HBO
  - Better Call Saul, distribuita da AMC
  - Yellowjackets, distribuita da Showtime
  - House Of The Dragon, distribuita da HBO
  - The Last Of Us, distribuita da HBO
  - The White Lotus, distribuita da HBO
  - The Crown, distribuita da Netflix
  - Andor, distribuita da Disney+